# 井上薫 (モーグル)
井上 薫（いのうえ かおる）は、愛知県出身のモーグルスキーヤー。

## 経歴
- サンアルピナ白馬さのさかスキー場モーグルスクールインストラクター
- ダイナランドモーグルコース プロデューサー

## 執筆
- 雑誌「ブラボースキー」コラム連載

## テレビ出演
- FISフリースタイルスキー・ワールドカップ斑尾大会（TBS） - 解説 2003年2月（実況：マイケル富岡）

## 関連人物
- ヤンネ・ラハテラ
- 上村愛子